# Ісламська культура
Ісламські культури або мусульманські культури (араб. الثقافة الإسلامية‎, ас-сакафату-ль-ісламійя) відносяться до історичних культурних практик, які склалися серед різних народів, що проживають у мусульманському світі.
Ці практики, хоч і не завжди релігійні за своєю природою, загалом залежать від аспектів ісламу, зокрема через те, що релігія служить ефективним каналом для змішування людей із різним етнічним або національним походженням таким чином, що дозволяє їхнім культурам об’єднатися на основі спільної мусульманської ідентичності.
Найдавніші форми мусульманської культури, від халіфату Рашидун до халіфату Омейядів і раннього халіфату Аббасидів, були переважно засновані на існуючих культурних практиках арабів, візантійців і персів. Однак у міру того, як ісламські імперії швидко розширювалися, мусульманська культура зазнавала подальшого впливу і значною мірою асимілювалася з боку іранської, індійської (бангладешської, пакистанської та індійської), кавказької, тюркської, малайської, сомалійської, берберської та індонезійської культур.

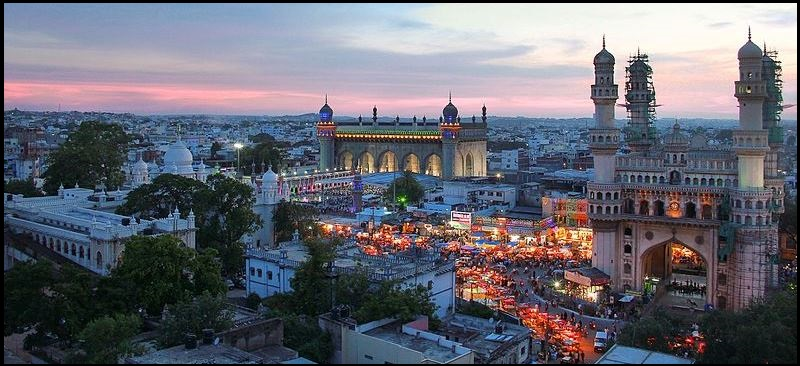
Гайдарабад під час Рамадану

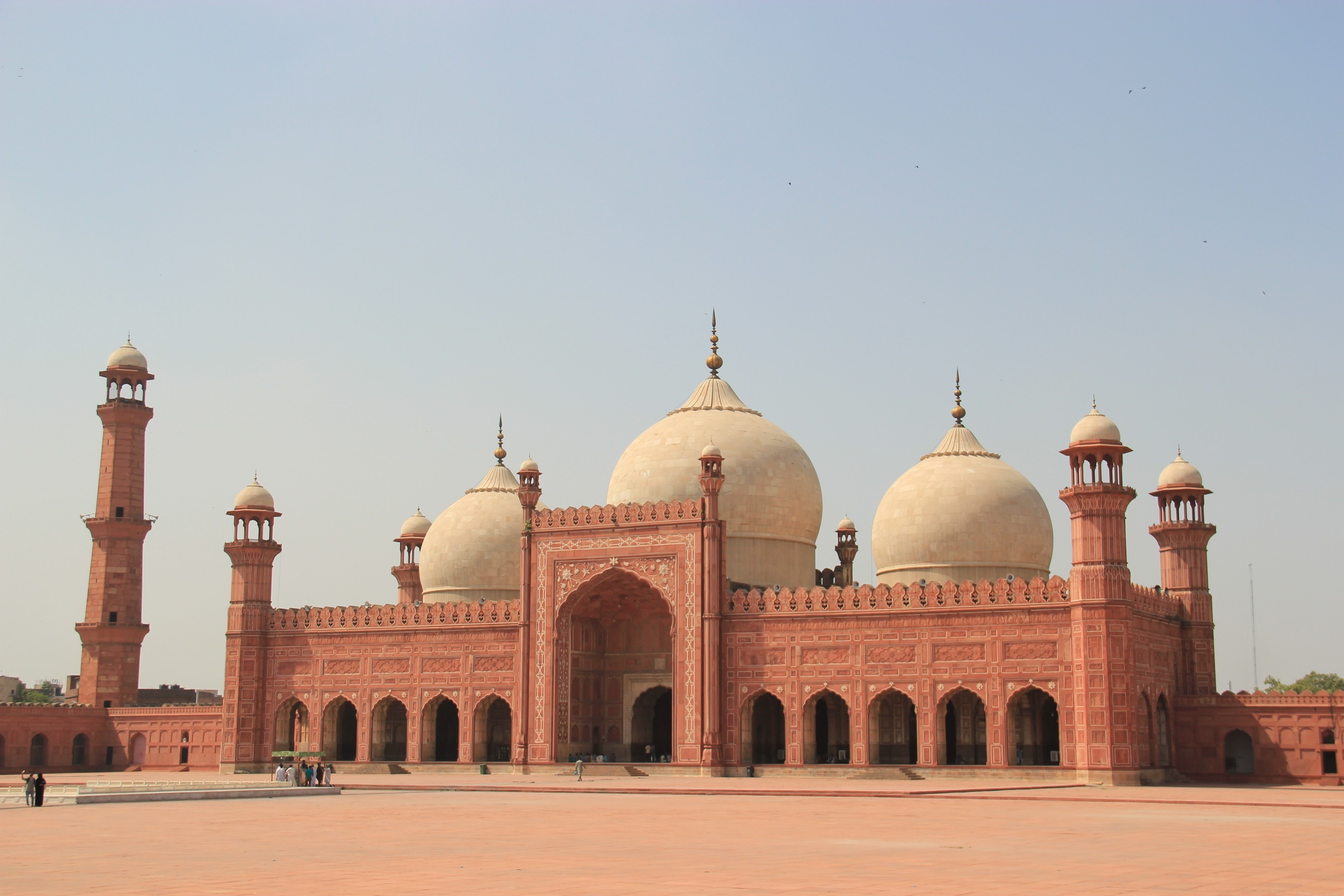
Бадшахі Масджид в Лахорі, Пакистан

Через низку факторів існують відмінності у ісламських віруваннях у різних культурах і традиціях.

## Мова і література

### Арабська
Арабська література (араб. الأدب العربي / ALA-LC: al-Adab al-'Arabī) — проза і поезія, написана письменниками арабською мовою. Арабське слово, яке використовується для позначення літератури, — «Адаб», яке походить від значення етикету та означає ввічливість, культуру та збагачення.
Арабська література виникла в V столітті, яка мала до того часу лише фрагменти писемності. Коран (священна книга ісламу), який широко розглядається людьми як найкращий твір арабською мовою , мав найбільший тривалий вплив на арабську культуру та літературу. Арабська література процвітала під час Золотої доби ісламу, але залишається активною до сьогодні, поети та прозаїки арабського світу, а також решти світу досягають все більшого успіху.

### Перська/іранська
Перська література включає усні твори та письмові тексти західноіранськими мовами, зокрема середньою та новоперською мовами, і це одна з найдавніших літератур світу. Вона охоплює два з половиною тисячоліття. Її джерела були в межах Великого Ірану, включаючи сучасний Іран, Ірак, Сирію, Афганістан, Кавказ і Туреччину, регіони Центральної Азії, такі як Таджикистан, і Південну Азію, де перська мова історично була або рідною, або офіційною мовою.
Наприклад, Румі, один із найвидатніших перських поетів, народився в Балху (на території сучасного Афганістан) або Вахші (на території сучасного Таджикистану), писав перською мовою і жив у Коньї, тодішній столиці сельджуків в Анатолії. Газневіди завоювали значні території в Центральній і Південній Азії та прийняли перську мову як свою судову. Таким чином існує перська література з Ірану, Месопотамії, Азербайджану, Закавказзя, Анатолії, західних частин Пакистану, Бангладеш, Індії, Таджикистану та інших частин Центральної Азії.
Не вся перська література написана перською мовою; іноді включаються твори, написані етнічними персами іншими мовами, такими як грецька та арабська. Водночас не вся література, написана перською мовою, написана етнічними персами чи іранцями, оскільки тюркські, кавказькі та індійські поети і письменники також використовували перську мову в перському середовищі.
Перська література, яку описують як одну з найбільших літератур людства , включаючи оцінку Ґете як одну з чотирьох основних частин світової літератури , сягає корінням у твори середньо- та давньоперської мов, останні з яких датуються аж 522 роком до н.е., датою найдавнішого напису Ахеменідів, Бехістунського напису.
Основна частина збереженої перської літератури, однак, походить з часів після мусульманського завоювання Персії прибл. 650 року. Після приходу до влади халіфату Аббасидів у 750 році перси стали його писарями та бюрократами, а також, дедалі частіше, його письменниками та поетами. Нова перська мова літератури виникла та процвітала в Хорасані та Трансоксиані через політичні причини, ранні іранські династії, такі як Тахіриди та Саманіди, які базувалися в Хорасані.
Такі перські поети, як Фірдоусі, Сааді Ширазі, Хафіз Ширазі, Аттар з Нішапура, Нізамі Генджеві, Румі  та Омар Хаям, також відомі на Заході та вплинули на літературу багатьох країн.

### Індійська
Протягом тисячі років, після вторгнення в Індію Газневідів, персько-ісламська культура східної половини ісламського світу почала впливати на індійську культуру. Перська мова була офіційною мовою більшості індійських імперій, таких як Газневіди, Делійський султанат, Бенгальський султанат, Деканські султанати (такі як династія Кутб Шахі) та Імперія Великих Моголів.
Перські художні форми в літературі та поезії, такі як газелі, значно вплинули на урду та іншу індійську літературу. Більше перської літератури було створено в Індії, ніж в іранському світі. Ще в 20 столітті Аллама Ікбал вибрав перську мову для деяких своїх основних поетичних творів. Першу газету перською мовою також було видано в Індії, враховуючи, що друкарські машини були вперше впроваджені в Індії.
У Бенгалії мусульманські письменники досліджували різні теми через ісламські оповіді та епоси, такі як культура, космологія, кохання та історія. Починаючи з шаха Мухаммада Сагіра в XIV столітті, мусульманські письменники почали збагачувати бенгальську мову протягом понад 600 років, часто зазнаючи активної підтримки та просування самими правителями. Початок XX століття приніс нову еру для бенгальської ісламської літератури, з її найвідомішим поетом Казі Назрул Ісламом, який виступав за інтенсивне повстання проти колоніалізму та гноблення, на додаток до написання високо оціненої збірки бенгальських газелей.
«Сон султани» Бегуми Рокеї, ісламської феміністки, є одним із найперших творів феміністської наукової фантастики. ЮНЕСКО вирішила відзначати 21 лютого Міжнародний день рідної мови. Генеральна конференція ЮНЕСКО прийняла рішення, яке набуло чинності 17 листопада 1999 року.

### Тюркська
Починаючи з XIX ст., зростає обсяг ісламської літератури тюркськими мовами. Однак протягом наступних століть офіційною мовою в турецькомовних регіонах залишалася перська.
В Анатолії, з появою сельджуків, практика та використання перської мови в регіоні значно відродилися. Відгалуження сельджуків, султанат Рум, переніс перську мову, мистецтво та листи до Анатолії. Вони прийняли перську мову як офіційну мову імперії.
Османи, яких «приблизно» можна вважати їхніми наступниками, перейняли цю традицію. Перська мова була офіційною придворною мовою імперії та деякий час офіційною мовою імперії  хоча lingua franca серед простих людей з XV-XVI століття стане турецька, заклавши активний «фундамент» для тюркської мови ще в IV столітті (див. тюркізація).
Після кількох століть османська турецька мова розвинулася до цілком прийнятної мови літератури, яка навіть могла задовольнити вимоги наукового викладу. Проте кількість перських та арабських запозичень у цих творах часом зросла до 88 %. Проте турецьку мову було проголошено офіційною мовою Караманідів у XVII столітті, хоча вона не змогла стати офіційною мовою на ширшій території чи більшій імперії до приходу османів. Зі створенням Османської імперії турецька османська мова набула значення як у поезії, так і в прозі, ставши на початку XVIII століття офіційною мовою імперії. На відміну від Індії, де перська мова залишалася офіційною та основною літературною мовою як мусульманських, так і індуїстських держав до XIX століття.

## Мистецтво

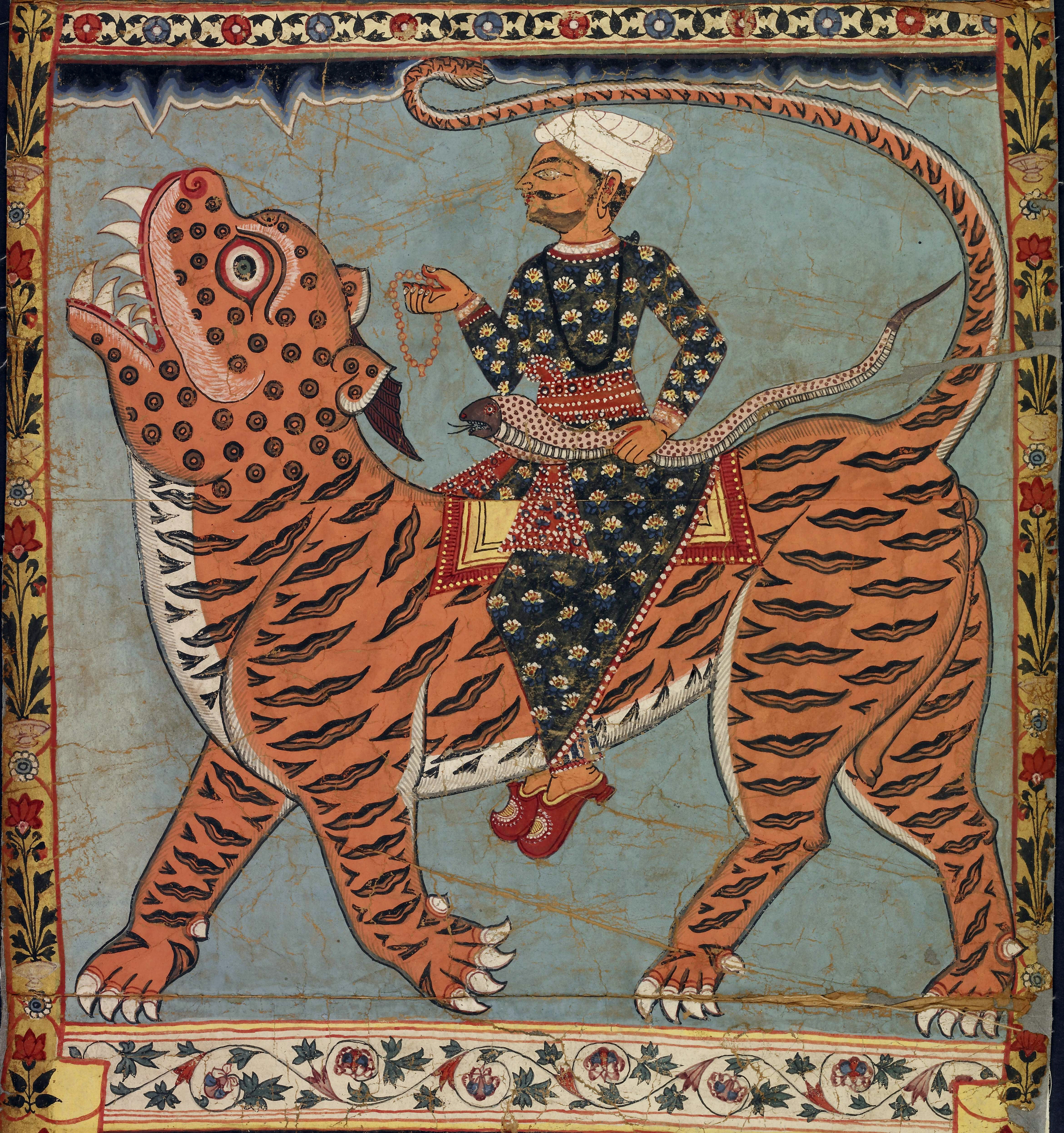
Патачітра з Газі-Пір, Сандербанс, Бангладеш

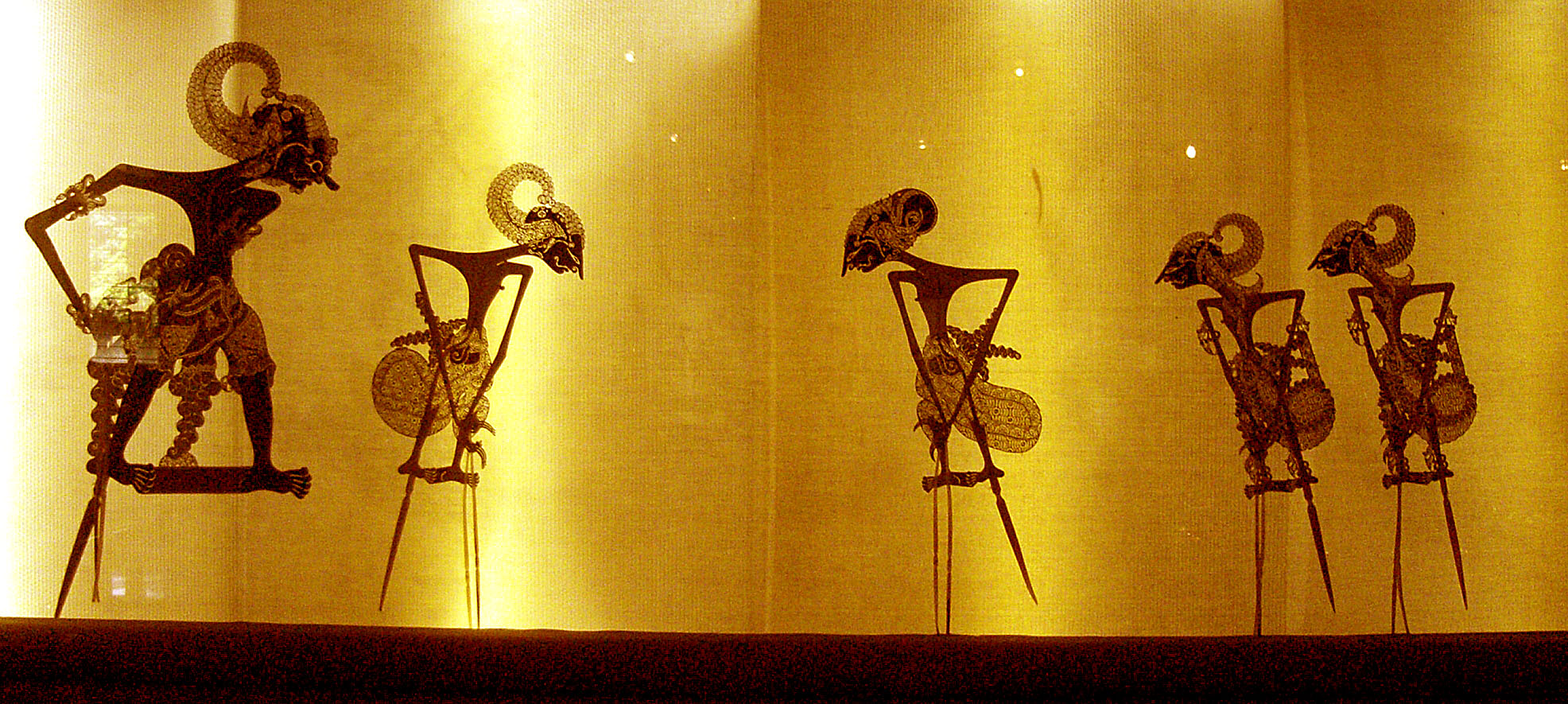
«Ваянг Куліт», індонезійське мистецтво лялькового театру тіней, відображає поєднання почуття корінного населення та ісламу

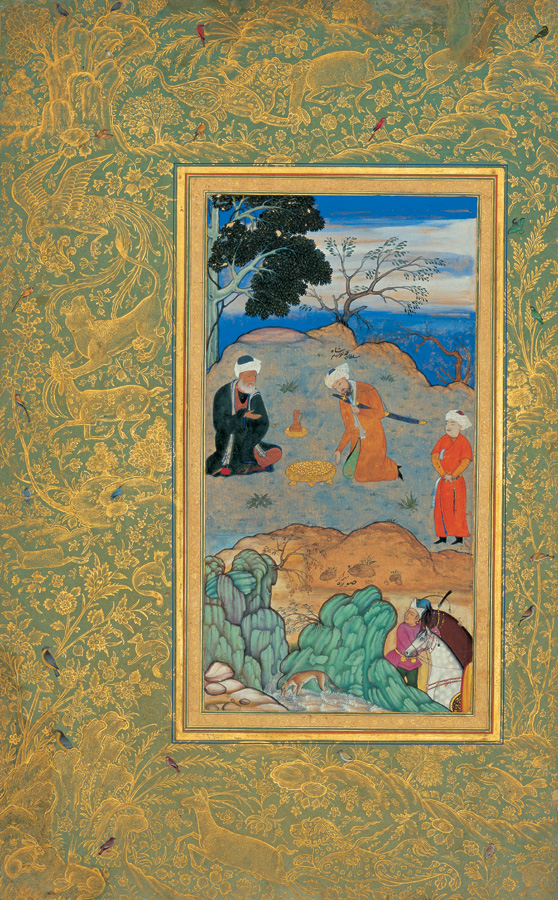
«Порада аскета», перська мініатюра XVI ст

Публічне ісламське мистецтво традиційно нерепрезентативне, за винятком широкого використання рослинних форм, як правило, у різновидах спіральних арабесок. Вони часто поєднуються з ісламською каліграфією, геометричними візерунками в стилях, які зазвичай зустрічаються у невеликих об’єктах із кераміки чи металу і великих декоративних схемах у плитці ззовні та всередині великих будівель, у тому числі мечетей.
Проте в ісламському мистецтві існує давня традиція зображення фігур людей і тварин, особливо в живописі та невеликих анонімних рельєфних фігуроках як частин декоративної схеми.
Існує давня традиція зображення Мухаммеда та інших релігійних діячів в історичних і поетичних книгах; починаючи з XX століття його здебільшого зображують у покривалі, що приховує його обличчя, і багато попередніх мініатюр були перефарбовані, щоб використовувати цю умовність.

### Зображення живих істот

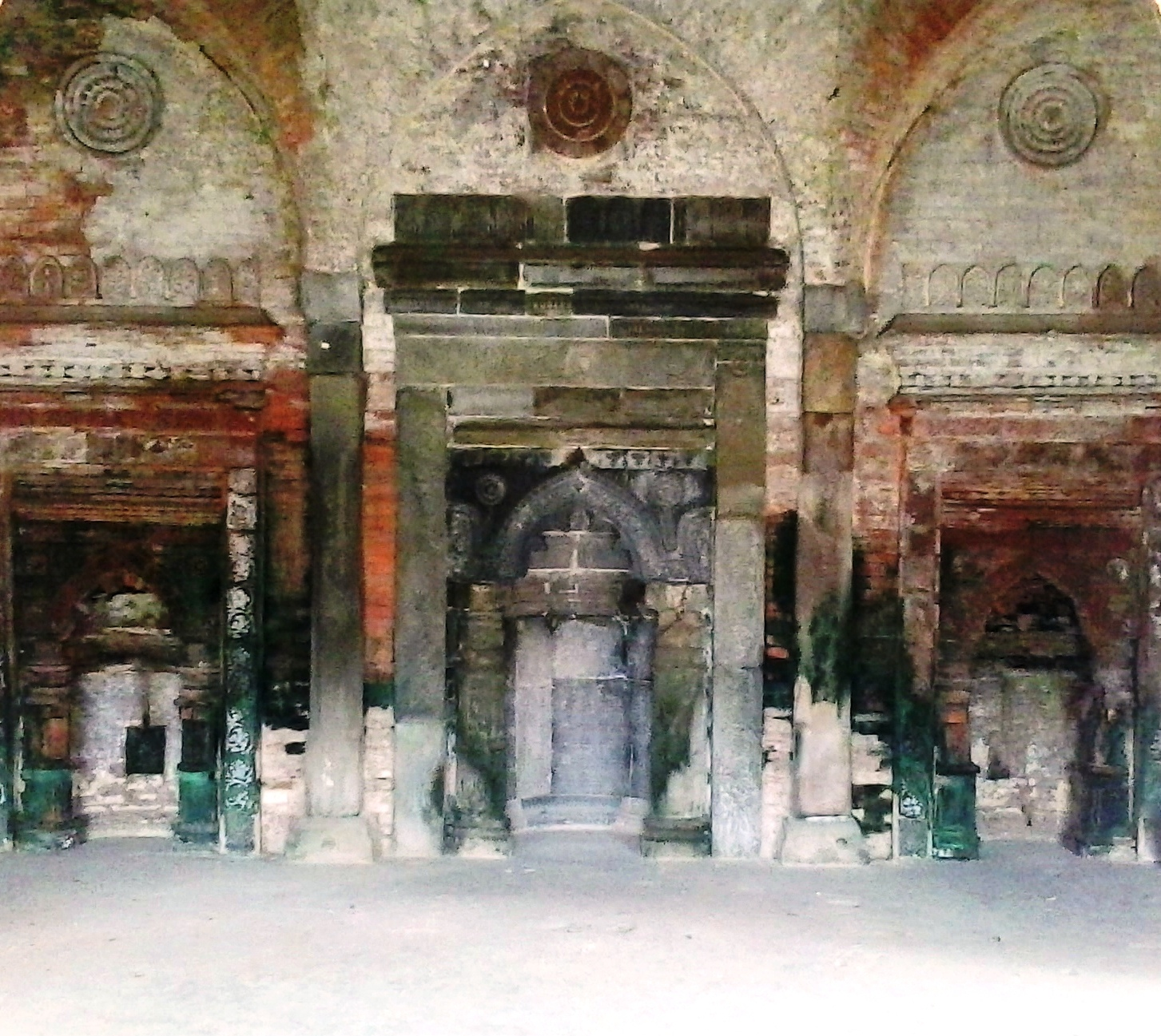
Бенгальські міхраби всередині мечеті Гоалді

Деякі тлумачення ісламу включають заборону зображення живих істот, також відомий як аніконізм. Ісламський аніконізм походить частково із заборони ідолопоклонства, а частково з віри в те, що створення живих форм є прерогативою Бога. Хоча Коран прямо не забороняє візуальне зображення будь-якої живої істоти, він використовує слово musawwir (творець форм, художник) як епітет Бога. Корпус хадисів (вислови, які приписуються ісламському пророку Мухаммеду) містить більш чіткі заборони на зображення живих істот, закликаючи художників «вдихнути життя» в їхні образи та погрожуючи їм покаранням у Судний день. Мусульмани по-різному тлумачили ці заборони в різні часи та місця. Релігійне ісламське мистецтво зазвичай характеризується відсутністю фігур і широким використанням каліграфічних, геометричних і абстрактних рослинних візерунків. Однак зображення Мухаммеда (у деяких випадках із прихованим обличчям) та інших релігійних діячів зустрічаються в деяких рукописах із земель на схід від Анатолії, таких як Персія та Індія. Ці зображення мали на меті проілюструвати історію, а не порушувати ісламську заборону ідолопоклонства, але багато мусульман вважають такі зображення забороненими. У світському мистецтві мусульманського світу представлення людських і тваринних форм історично процвітали майже в усіх ісламських культурах, хоча, частково через протилежні релігійні почуття, фігури на картинах часто були стилізовані, породжуючи різноманітні декоративні фігурні конструкції.

### Каліграфія
Ісламська каліграфія — це мистецька практика рукописного письма та каліграфії, заснована на алфавіті на землях, що мають спільну ісламську культурну спадщину та включає в себе арабську каліграфію, османську та перську каліграфію. Арабською мовою відома як хатт Ісламі (خط اسلامي), що означає ісламську лінію, дизайн або конструкцію.
Розвиток ісламської каліграфії тісно пов'язаний з Кораном; розділи та уривки з Корану є загальним і майже універсальним текстом, на якому базується ісламська каліграфія. Однак ісламська каліграфія не обмежується суто релігійними сюжетами, предметами чи просторами. Як і все ісламське мистецтво, воно охоплює різноманітний набір творів, створених у найрізноманітніших контекстах. Поширеність каліграфії в ісламському мистецтві не пов'язана безпосередньо з його нефігуральною традицією; скоріше, відображає центральне місце поняття писемності та письмового тексту в ісламі. Кажуть, Мухаммед сказав: «Перше, що створив Бог, було перо».
Ісламська каліграфія виникла з двох основних стилів: куфічного та насхського. Існує кілька варіацій кожного, а також регіональні стилі. Ісламська каліграфія також була включена в сучасне мистецтво, починаючи з постколоніального періоду на Близькому Сході, а також у новіший стиль каліграфіті.

## Архітектура
Ісламська архітектура — це ряд архітектурних стилів будівель, пов'язаних з ісламом, що охоплює як світські, так і релігійні стилі від ранньої історії ісламу до наших днів. На ранню ісламську архітектуру вплинули римські, візантійські, перські та всі інші землі, які мусульмани завоювали в VII і VIII століттях.

Східніше також зазнало впливу китайської та індійської архітектури, коли іслам поширився в Південно-Східній Азії. Пізніше розвинув чіткі характеристики у формі будівель та оздоблення поверхонь ісламською каліграфією та геометричним і переплетеним візерунковим орнаментом. Основними ісламськими архітектурними типами великих або громадських будівель є: мечеть, гробниця, палац і форт. З цих чотирьох типів походить термінологія ісламської архітектури, яка використовується для інших будівель, таких як громадські лазні, фонтани та домашня архітектура.

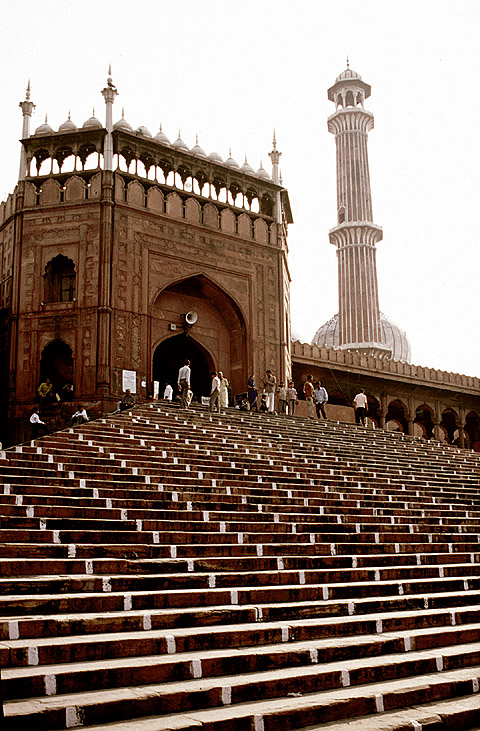
Північно-східний вхід до Делі, індійська Джама-Масджид
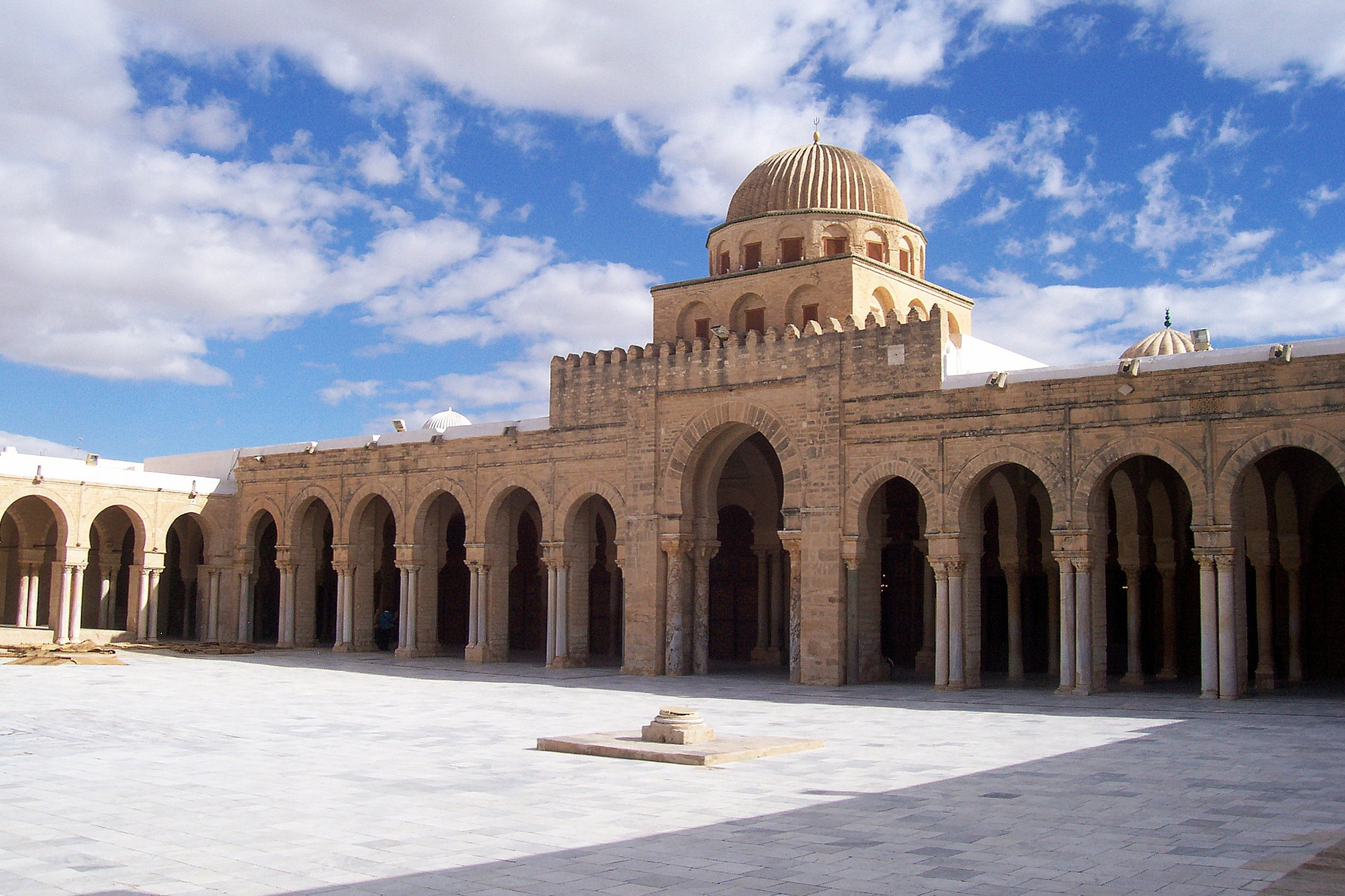
Велика мечеть Кайруану, яка також називається мечеттю Укба, є водночас найстарішою мечеттю в Північній Африці (заснована в 670 році і досі використовується як місце поклоніння) і однією з найважливіших пам’яток ісламської цивілізації [30][31] розташована в Кайруані, Туніс
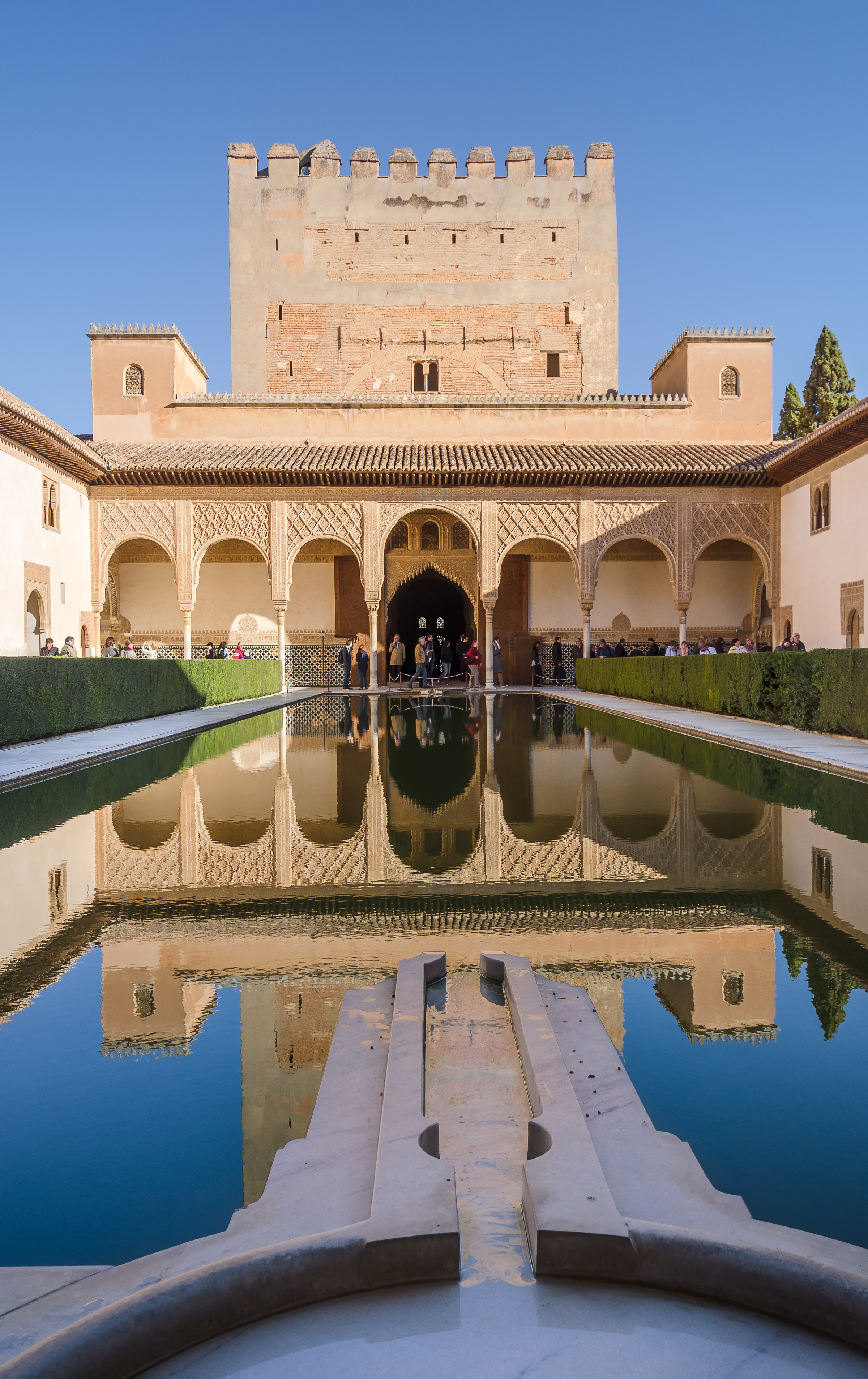
Фортеця-палац Альгамбра, побудована в XI столітті, є великою пам'яткою та популярним туристичним об'єктом
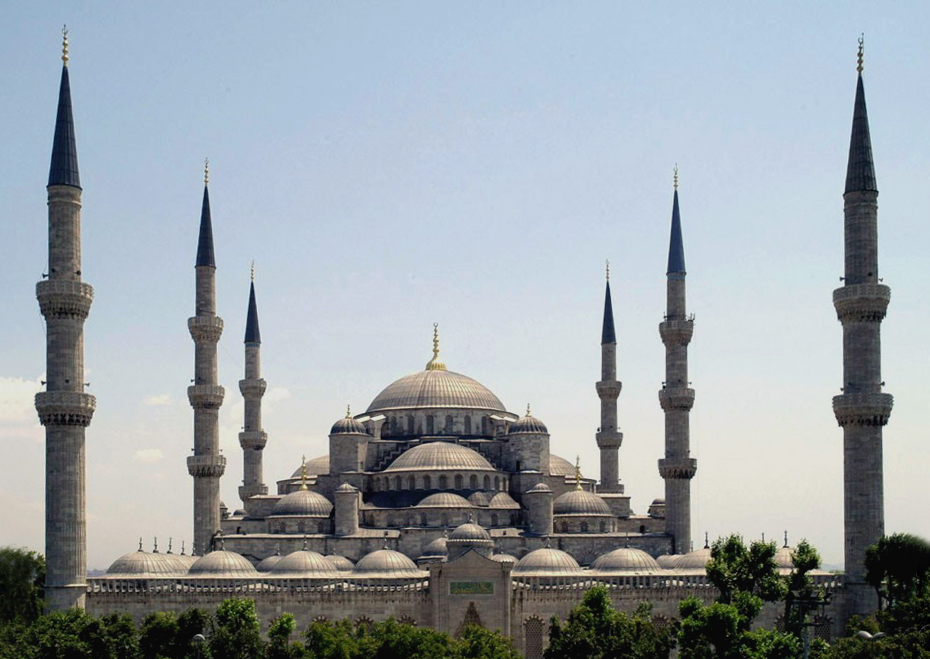
Мечеть Султана Ахмеда в Стамбулі була завершена в 1616 році
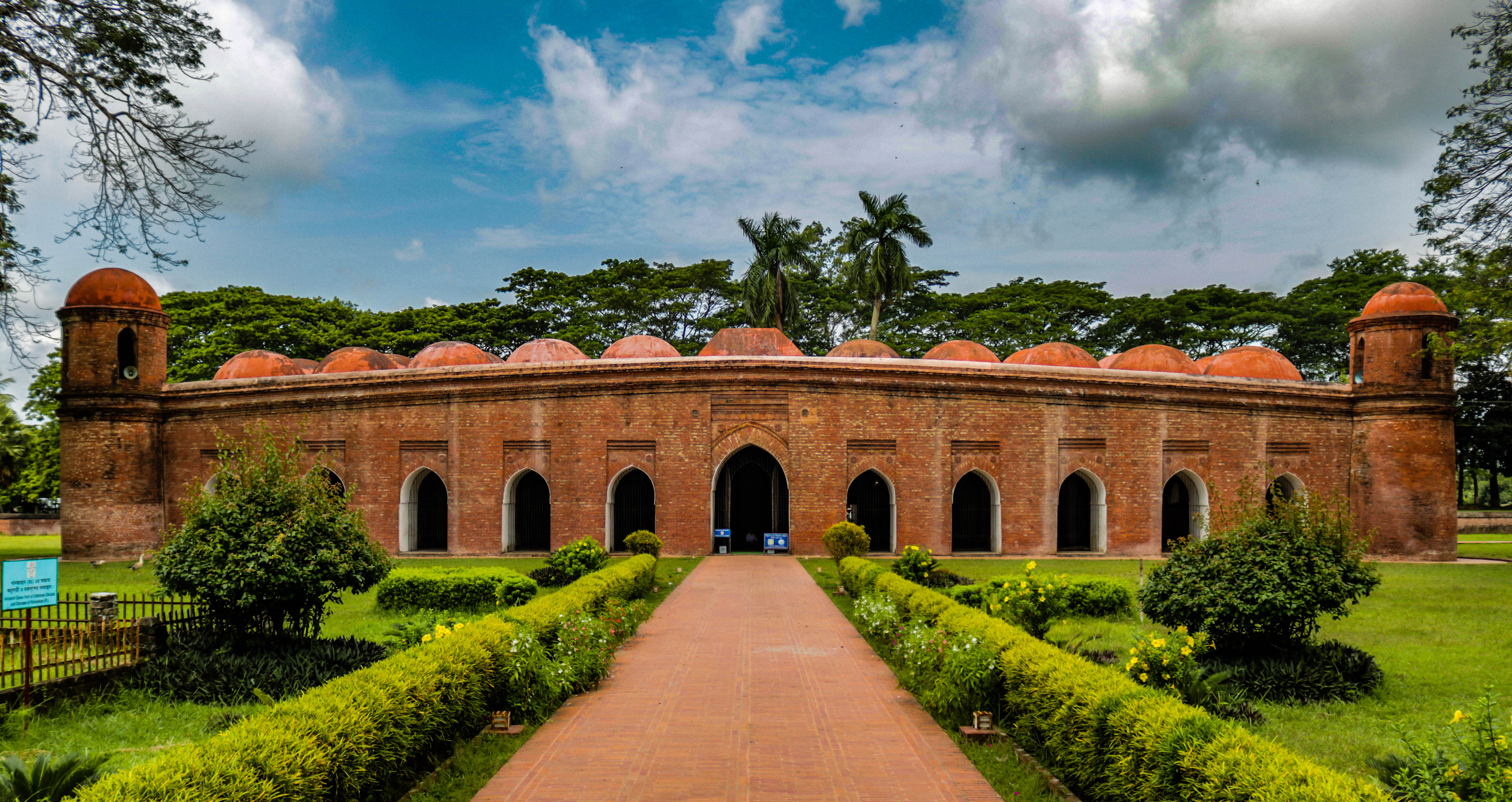
Шістдесятикупольна мечеть XV століття (Халіфатабад Бангладеш) є прикладом архітектури Бенгальського султанату

## Театр

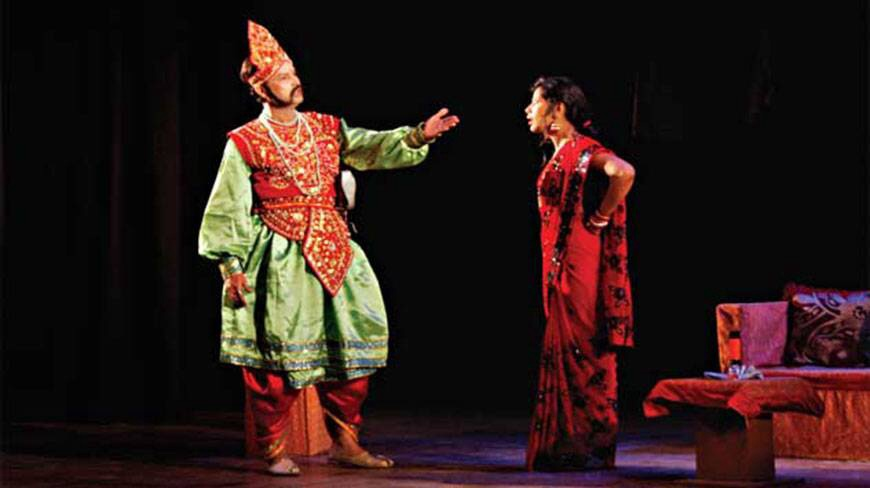
Театральна вистава Джатра в Бангладеш

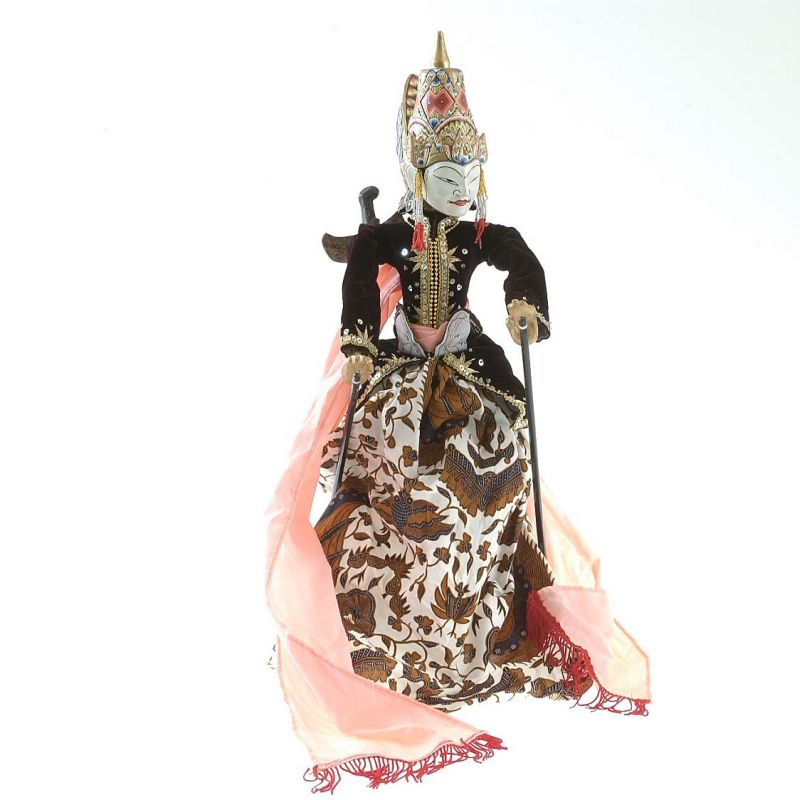
Індонезійська лялька Аміра Хамзи в театрі Ваянг

У той час як театр дозволений ісламом , іслам не дозволяє будь-яких вистав, які зображують Бога, Мухаммеда, його сподвижників, ангелів або невидимі речі, докладно описані в релігії.
Найпопулярнішими формами театру в середньовічному ісламському світі були ляльковий театр (який включав ручні ляльки, тіньові ігри та постановки маріонеток) і живі п’єси пристрасті, відомі як тазійя, де актори відтворюють епізоди з мусульманської історії. Зокрема, шиїтські ісламські п'єси оберталися навколо шахіду (мучеництва) синів Алі Хасана ібн Алі та Хусейна ібн Алі. Світські вистави наживо були відомі як ахраджа, записані в середньовічній літературі адаб, хоча вони були менш поширені, ніж ляльковий театр і театр тазіє.
Однією з найстаріших і найдовільніших форм лялькового театру є індонезійський ваянг. Хоча в ньому оповідаються переважно доісламські легенди, він також є важливою сценою для ісламських епосів, таких як пригоди Аміра Хамзи (на фото). Ісламський Ваянг відомий як Ваянг Садат або Ваянг Менак.
Карагоз, турецький театр тіней, значно вплинув на лялькове мистецтво регіону. Вважається, що воно потрапило з Китаю через Індію. Пізніше було перейняте монголами від китайців і передано тюркським народам Центральної Росії.
Таким чином, мистецтво театру тіней було принесено до Анатолії турками, які емігрували з Середньої Азії. Інші вчені стверджують, що театр тіней прийшов до Анатолії в XVI столітті з Єгипту. Прихильники цієї точки зору стверджують, що коли Явуз Султан Селім завоював Єгипет у 1517 році, він побачив театр тіней під час вечірки, влаштованої на його честь. Явуз Султан Селім був настільки вражений цим, що відвіз ляльковода назад до свого палацу в Стамбулі. Там його 47-річний син, згодом султан Сулейман I Пишний, зацікавився п’єсами й багато їх дивився. Таким чином театр тіней потрапив до османських палаців.
В інших областях зберігся стиль лялькового театру тіней, відомий як хайал аль-зілл – навмисно метафоричний термін, значення якого найкраще перекладається як «тінь уяви» або «тінь фантазії». Це вистава тіней з живою музикою — «супровід барабанів, бубнів і флейт...також...«спеціальні ефекти», дим, вогонь, грім, брязкіт, скрип, удари та все, що може викликати сміх або тремтіння у його аудиторії» 
Відомо, що в Ірані маріонетки існували набагато раніше 1000 року, але спочатку були популярні лише рукавичні та ниткові ляльки. Інші жанри лялькового театру виникли в епоху Каджарів (XVIII-XIX століття), коли вплив Туреччини поширився на регіон.
Kheimeh Shab-Bazi — це перська традиційна лялькова вистава, яка виконується в невеликій кімнаті музичним виконавцем і оповідачем під назвою моршед або нагал. Ці шоу часто відбуваються разом із розповіддю історій у традиційних чайних і кав’ярнях (Ghahve-Khave). Діалог відбувається між моршедом і ляльками. Ляльковий театр залишається дуже популярним в Ірані, прикладом є гастрольна опера «Ростам» і «Сохраб».
Королівський оперний театр в Маскаті, Оман вважається першим оперним театром, який поєднав ісламську культуру з класичною музикою.
Після здобуття Пакистаном незалежності в 1947 році релігійний націоналізм був сильним і вплинув на театр в обох частинах країни. У Східному Пакистані (сучасний Бангладеш) з’явилися такі драматурги, як Ібрагім Хан (1894–1978), Ібрагім Халіл (1916–1974), Акбар ад-Дін (1895–1978) та інші. Ці драматурги створюють п’єси, пов’язані з ісламською історією субконтиненту та Близького Сходу, прославляючи минулих мусульманських правителів, а також історію пакистанського руху.

## Танці
Деякі дослідники ісламського фікгу висловили гендерні правила щодо танцю, дозволивши жінкам лише жіноче середовище, як це часто виконується на святкуваннях , але не заохочуючи чоловіків до участі в ньому. Інші класичні авторитети, включаючи Аль-Газзалі та Ан-Нававі, допускають це без цієї відмінності, але критикують танець, який є «млявим» або збуджує тілесні пожадливості.

## Музика
Багато мусульман добре знайомі з прослуховуванням музики. Класичним центром ісламу є Аравія, а також інші частини Близького Сходу, Північної Африки та Центральної Азії. Оскільки іслам є мультикультурною релігією, музичне вираження його прихильників різноманітне.
- Арабська класична музика
- Релігійна музика в Ірані
- Індостанська класична музика
- Музика каввалі

Турки-сельджуки, кочове плем'я, яке прийняло іслам, завоювало Анатолію (нині Туреччина) і утримувало халіфат як Османську імперію, також мало сильний вплив на ісламську музику. (див. турецька класична музика).
Африка на південь від Сахари, Індія та Малайський архіпелаг також мають велику кількість мусульманського населення, але ці території мали менший вплив на різні традиції ісламської музики, ніж центральна частина країни.
Усі ці регіони були пов’язані торгівлею задовго до ісламських завоювань у VII столітті та пізніше, і цілком імовірно, що музичні стилі подорожували тими ж шляхами, що й торгові товари. Однак, не маючи записів, ми можемо лише здогадуватися про доісламську музику цих областей. Іслам мав великий вплив на музику, оскільки об’єднав величезні території під владою перших халіфів і сприяв торгівлі між далекими країнами. Звичайно, суфії, братства мусульманських містиків, поширюють свою музику далеко й широко.

## Сімейне життя

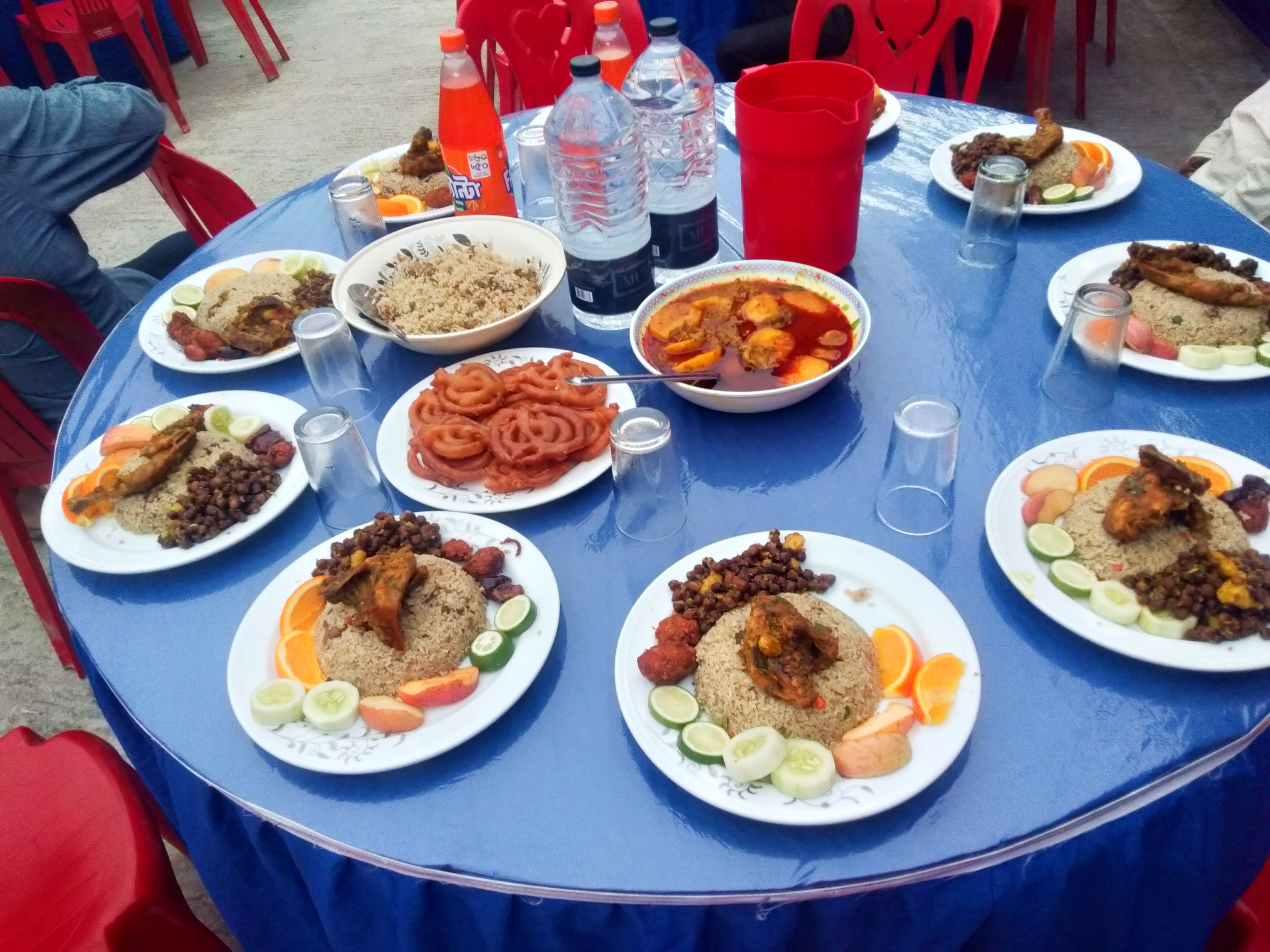
Фурір Барі Іфтарі — традиція серед бенгальських мусульман у регіоні Сілет протягом місяця Рамадану

У мусульманській родині народження дитини супроводжується деякими релігійними церемоніями. Відразу після народження слова азану вимовляються на праве вухо дитини. На сьомий день проводиться церемонія аквіка, під час якої тварину забивають, а її м’ясо роздають бідним. Голову дитини також голять, а суму грошей, що дорівнює вазі волосся дитини, жертвують бідним. Окрім задоволення базових потреб у харчуванні, житлі та освіті, батьки або старші члени родини також беруть на себе завдання навчання дітей моральним якостям, релігійним знанням і релігійним практикам.
Шлюб, який є основою мусульманської сім’ї, є цивільним договором, який складається з пропозиції та прийняття між двома кваліфікованими сторонами в присутності двох свідків. Наречений зобов'язаний сплатити нареченій подарунок (махр), як це передбачено договором. З огляду на те, що мусульмани походять з різних верств суспільства, включаючи 49 країн з мусульманською більшістю, а також сильна присутність великих меншин по всьому світу, існує багато варіацій мусульманських весіль. Як правило, у мусульманській сім’ї сфера діяльності жінки – дім, а сфера діяльності чоловіка – зовнішній світ. Однак на практиці цей поділ не такий жорсткий, як здається.
Певні релігійні обряди здійснюються під час і після смерті мусульманина. Ті, хто знаходиться поруч із вмираючим, заохочують його вимовити шагаду, оскільки мусульмани хочуть, щоб останнім словом було сповідання віри. Після смерті тіло належним чином омивається представниками однієї статі, а потім покривається потрійним білим одягом, який називається кафан. Поклавши тіло на ношу, його спочатку відносять до мечеті, де звершують похоронну молитву за померлим, а потім на кладовище для поховання.